# Spinatimonomma tenasserimum
Spinatimonomma tenasserimum es una especie de coleóptero de la familia Monommatidae.

## Distribución geográfica
Habita en Tanintharyi (Birmania).